# 江子翠商圈
江子翠商圈，是位於臺灣新北市板橋區江子翠的商圈，地處江翠北側重劃區以南、縣民大道以北、民生路以東，全區以捷運江子翠站、文化路、雙十路為發展核心，商圈發達的生活機能為該區域主要特色。

## 概要
板橋江子翠地區是新北市進入臺北市的第一環，聯外動線便利；商圈主要幹道雙十路以及文化路沿線商業機能發達，商家、銀行、診所以及大小型超市、藥妝、餐飲等商店匯集。區內設有新北市藝文特區，涵蓋新北市立圖書館板橋江子翠分館、新北市藝文中心、新北市議會、龍山寺文化廣場等基礎設施。近年商圈版圖往北側拓展至「江翠北側重劃區」，其命名源於江子翠、新埔、社後地區總稱為「江翠」並且位於板橋最北側，故以此定名。該重劃區屬自辦市地重劃，沿河岸開發，共分為A至G等七個開發單元，早期地貌雜亂，但因具有大漢溪第一排景觀優勢，被喻為是新北市的「新大直」。

## 環境

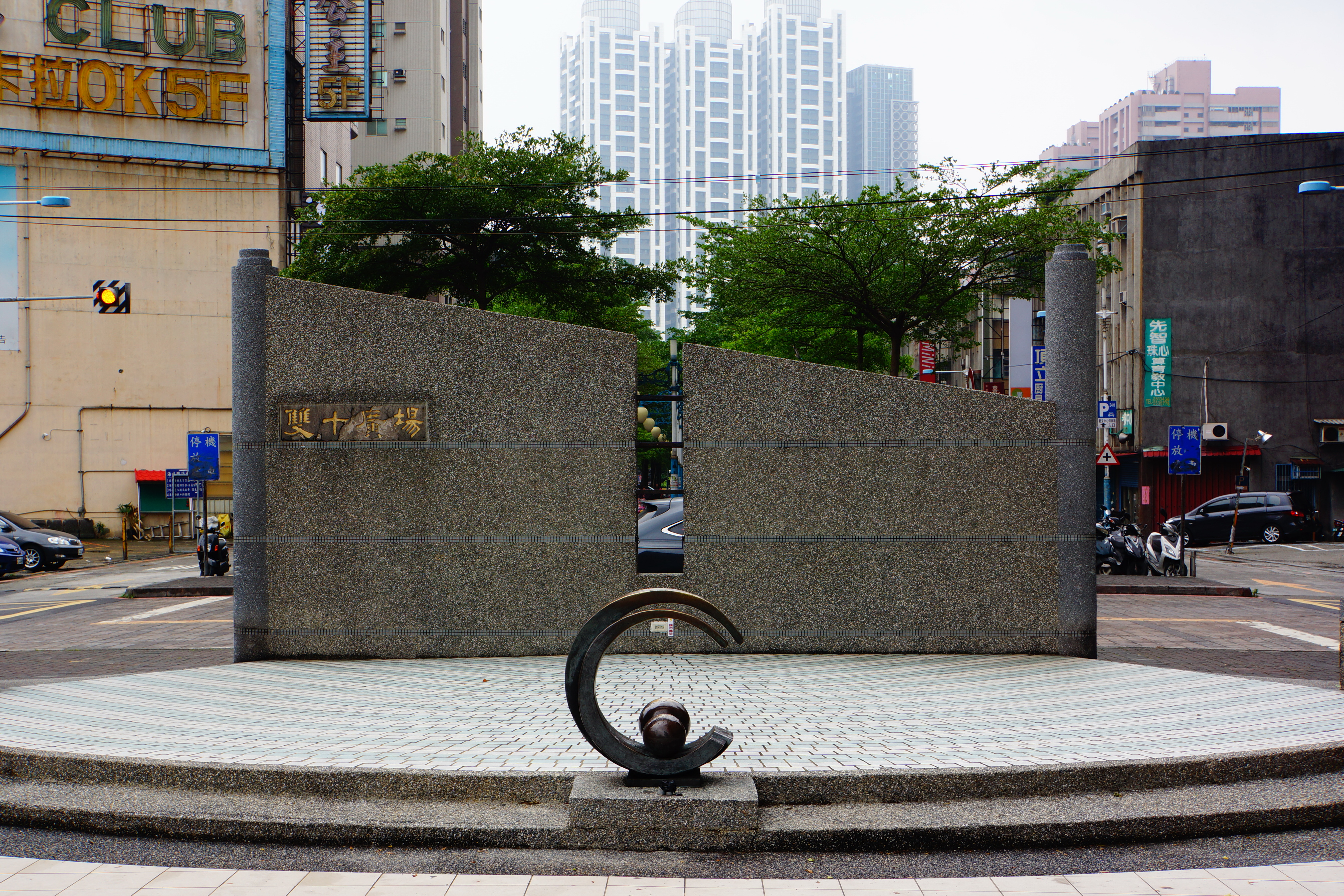
雙十人行廣場

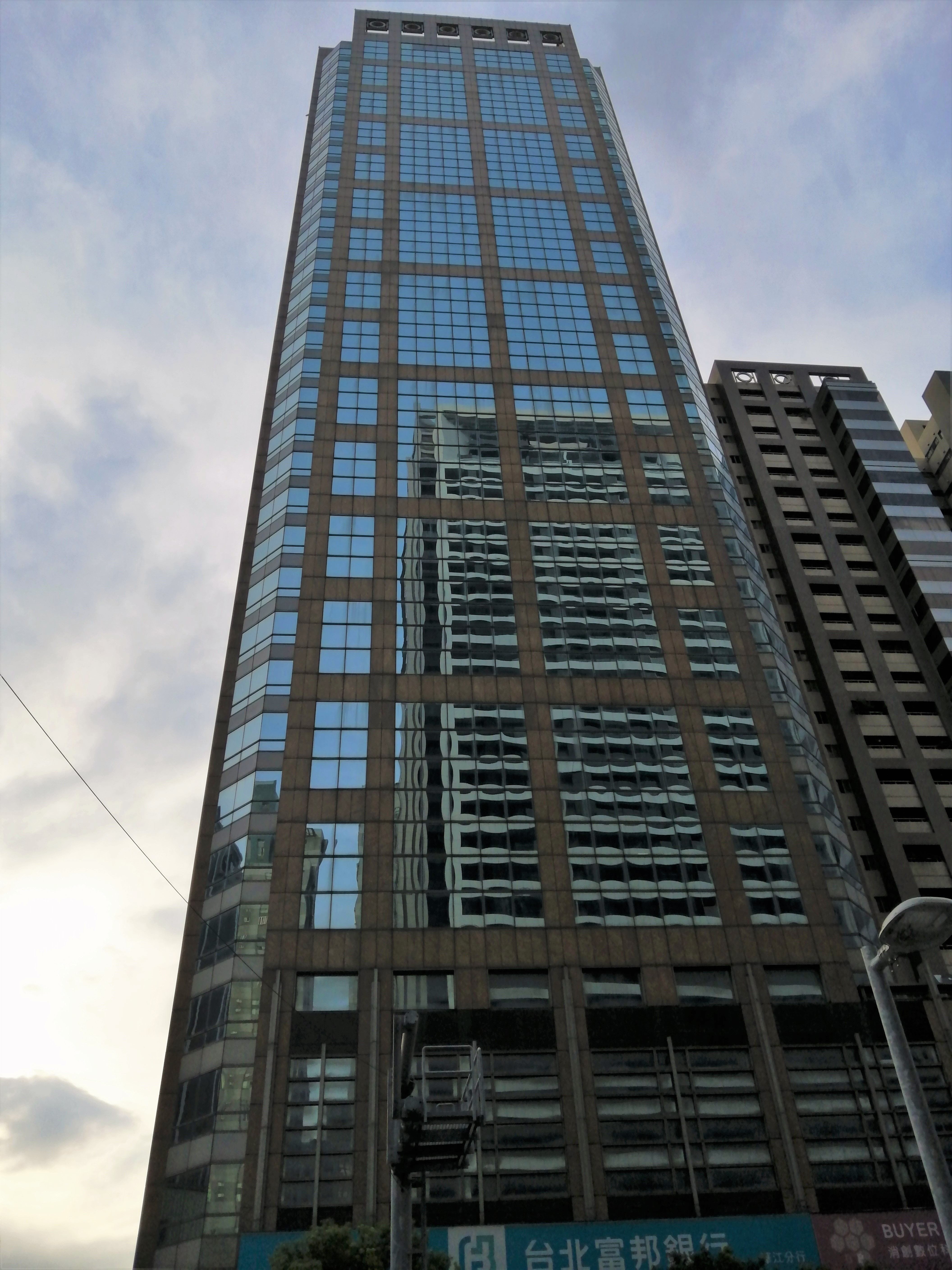
江子翠商圈的最高樓——昇陽立都大廈（文化路二段285號）

### 公園
- 農村公園
- 石雕公園
- 八德公園
- 音樂公園

### 學校
- 莒光國小
- 文聖國小
- 江翠國小
- 江翠國中

### 傳統市場
- 松柏市場
- 板橋青翠市場
- 江寧黃昏市場

### 信仰中心
- 板橋保安宮潮和宮
- 板橋江子翠鳳山寺

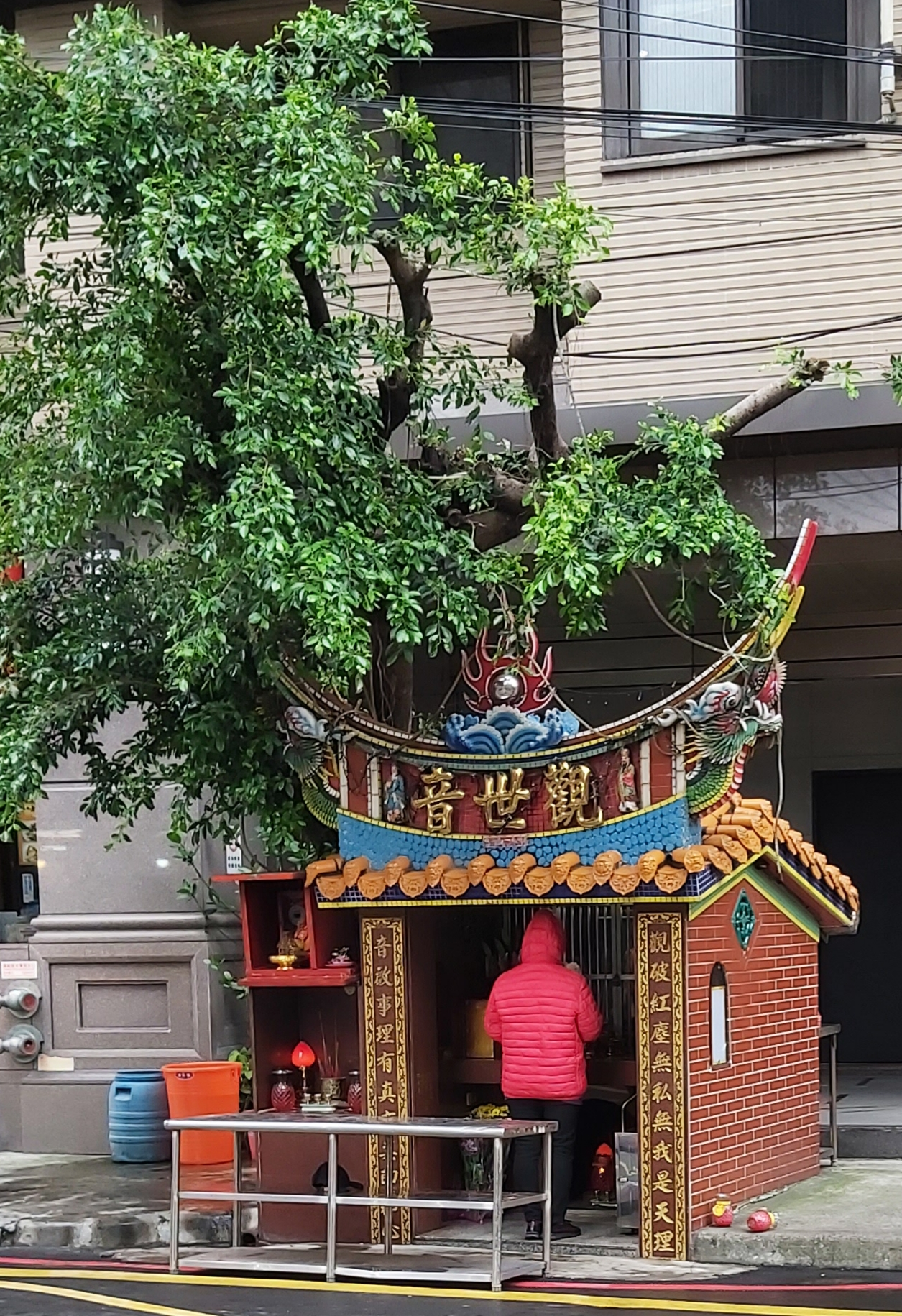
板橋青翠市場的信仰中心：民治街觀世音廟
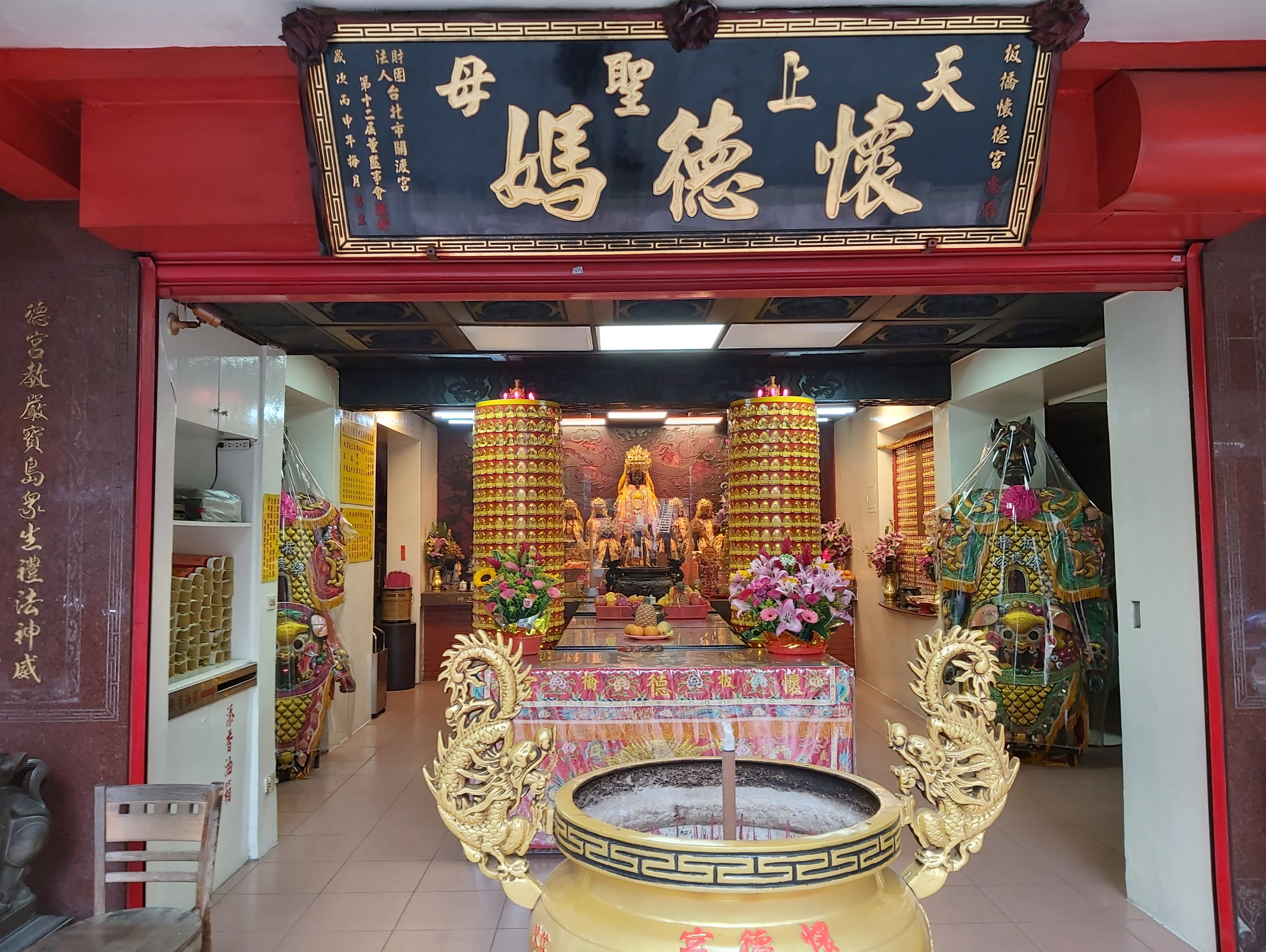
青翠市場附近的板橋懷德宮媽祖廟
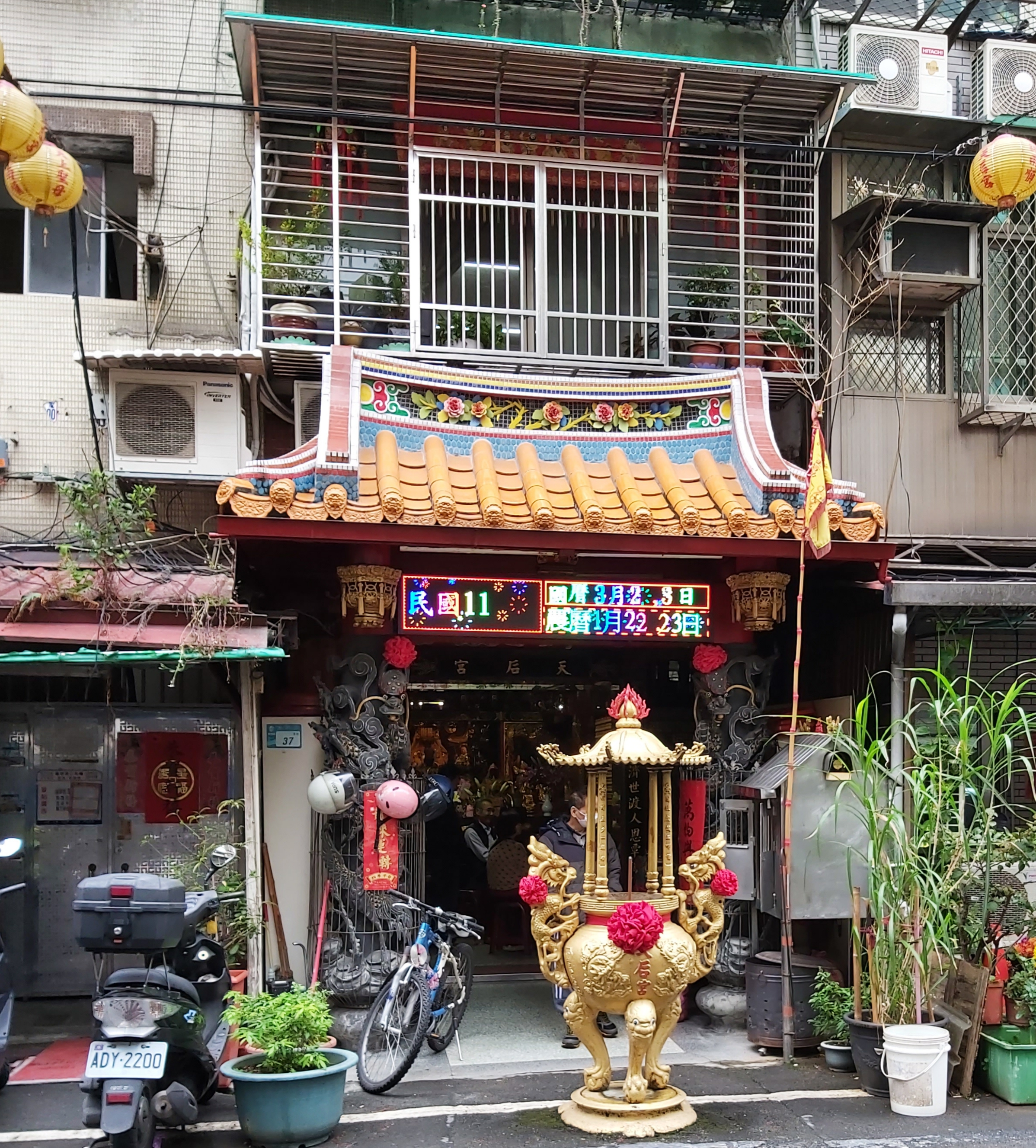
板橋天后宮，位於萬板橋旁雙十萬板路口附近大同街巷內的媽祖廟

## 商圈圖廊

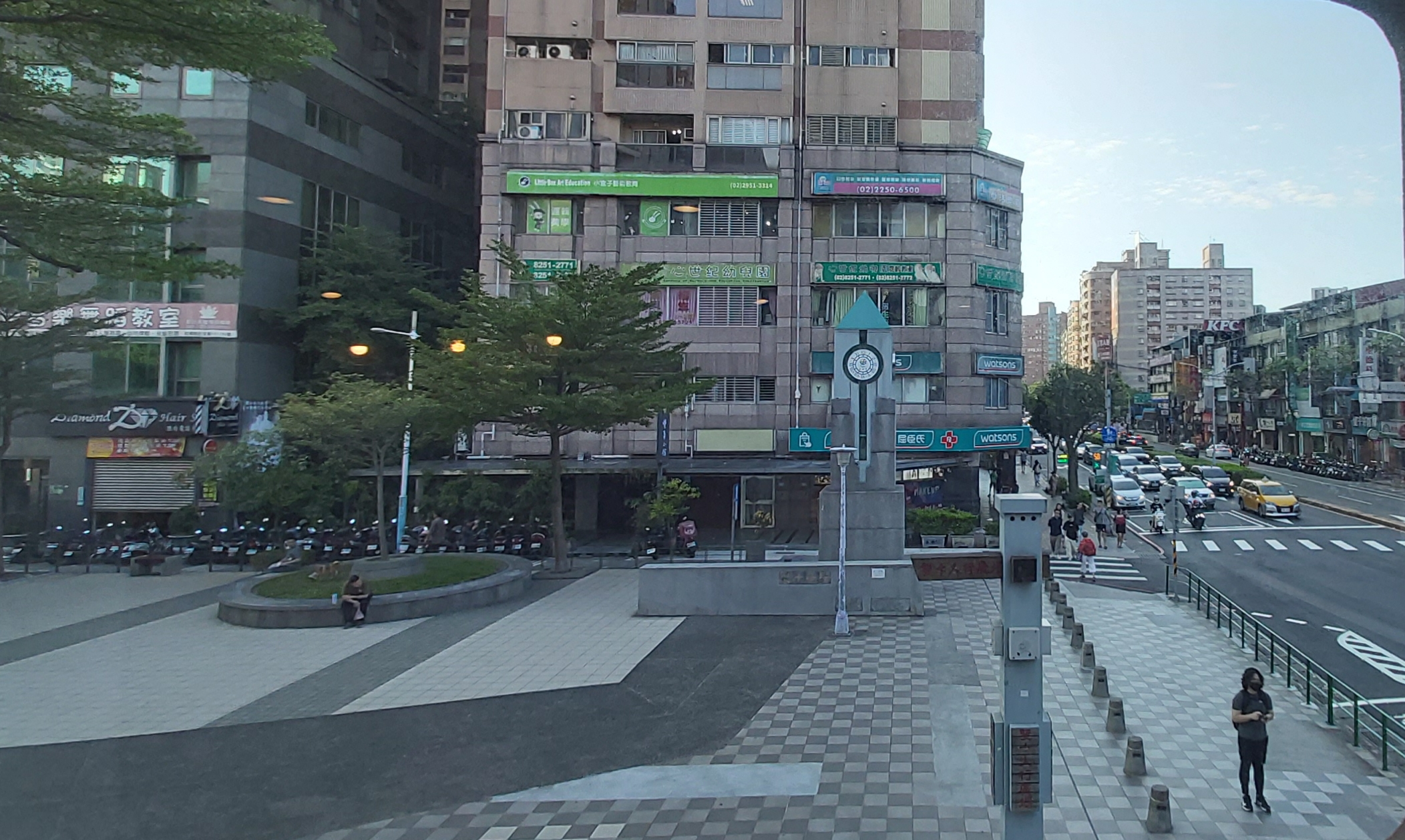
雙十人行廣場臨雙十路二段側街景與屈臣氏雙十門市
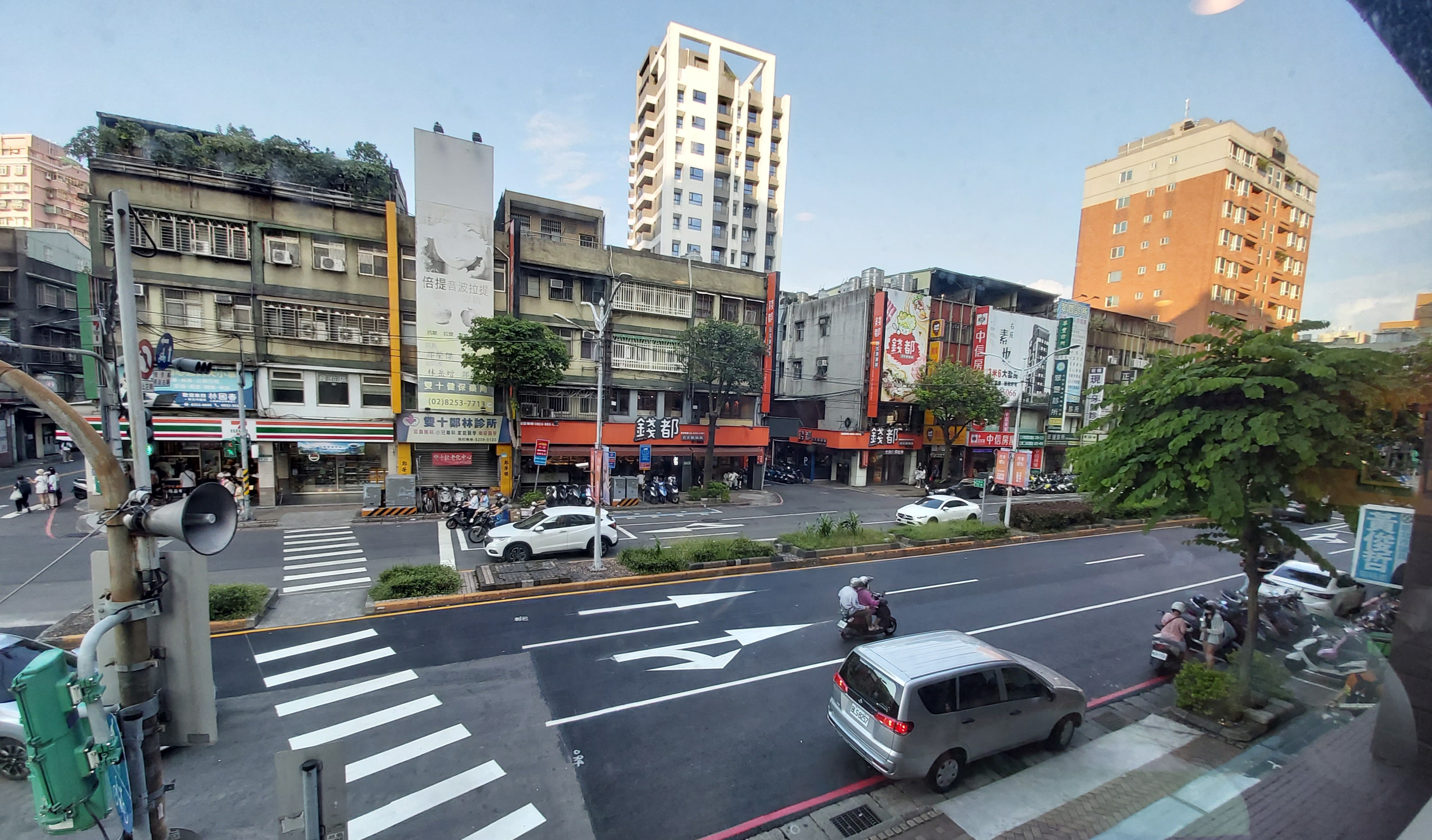
星巴克板雙門市視角的7-ELEVEN龍翠門市及錢都日式涮涮鍋板橋雙十店
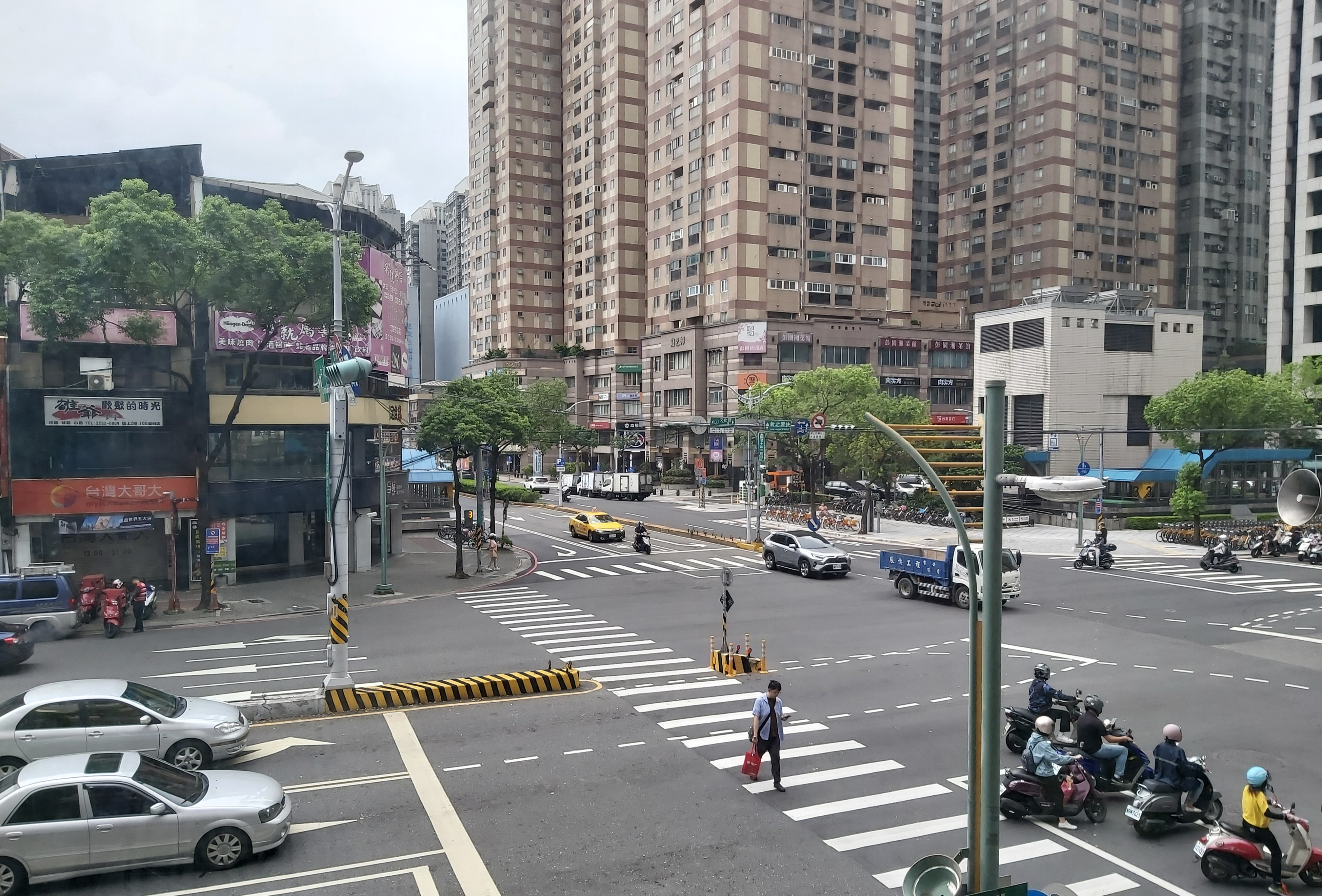
元大銀行江翠分行視角的文化雙十路口
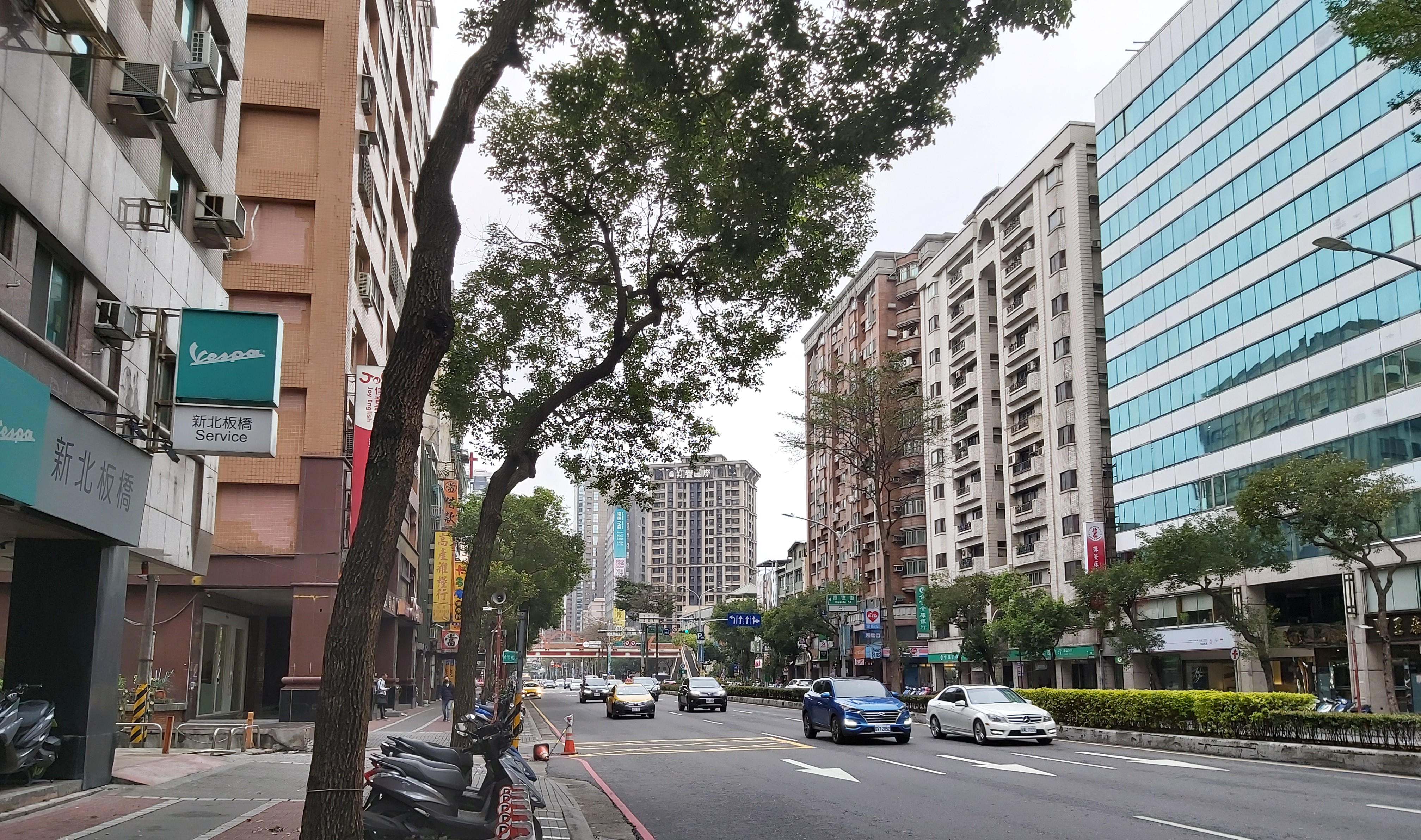
文化路二段華江橋頭的路樹與建物
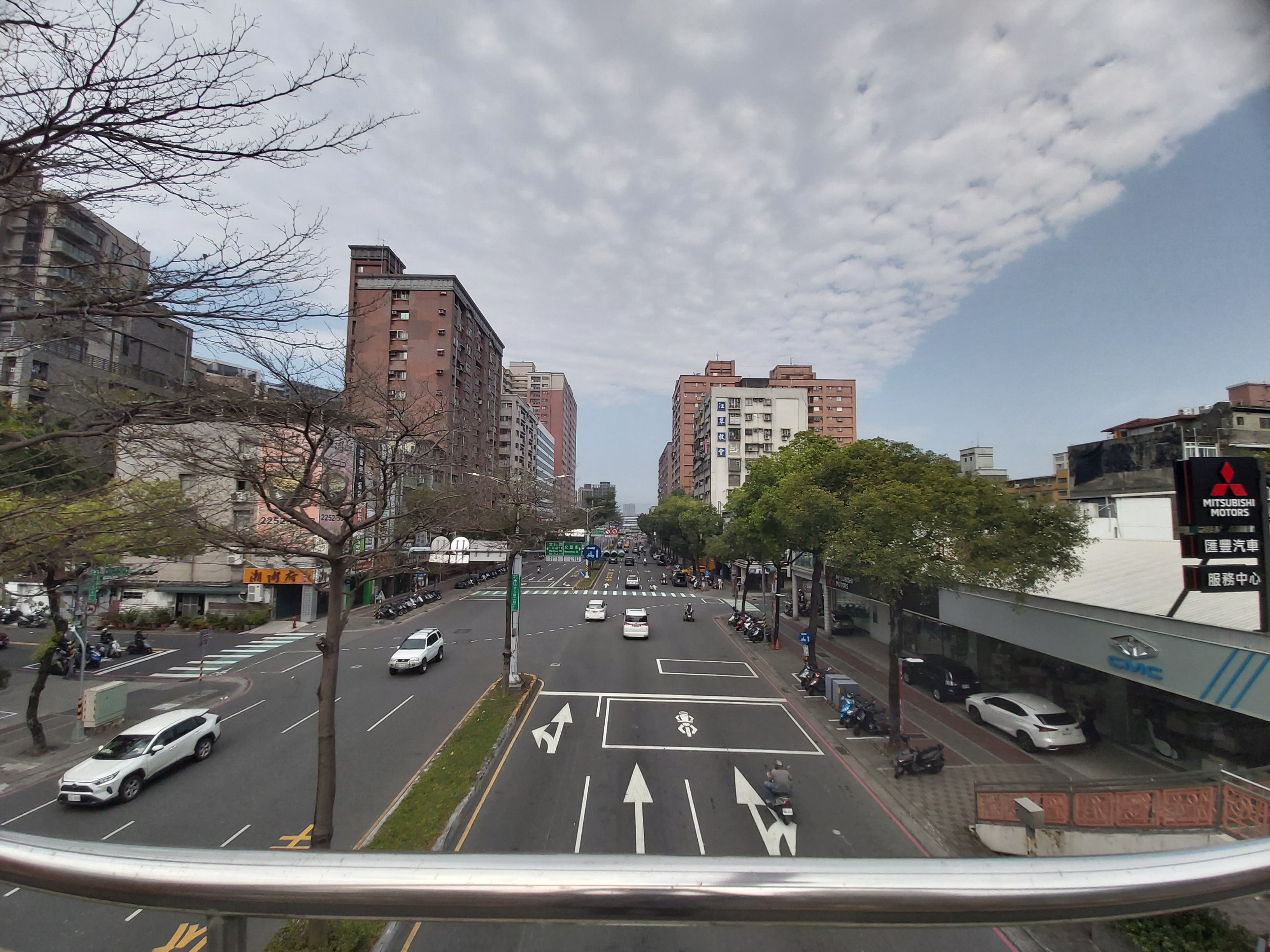
文化文聖街口
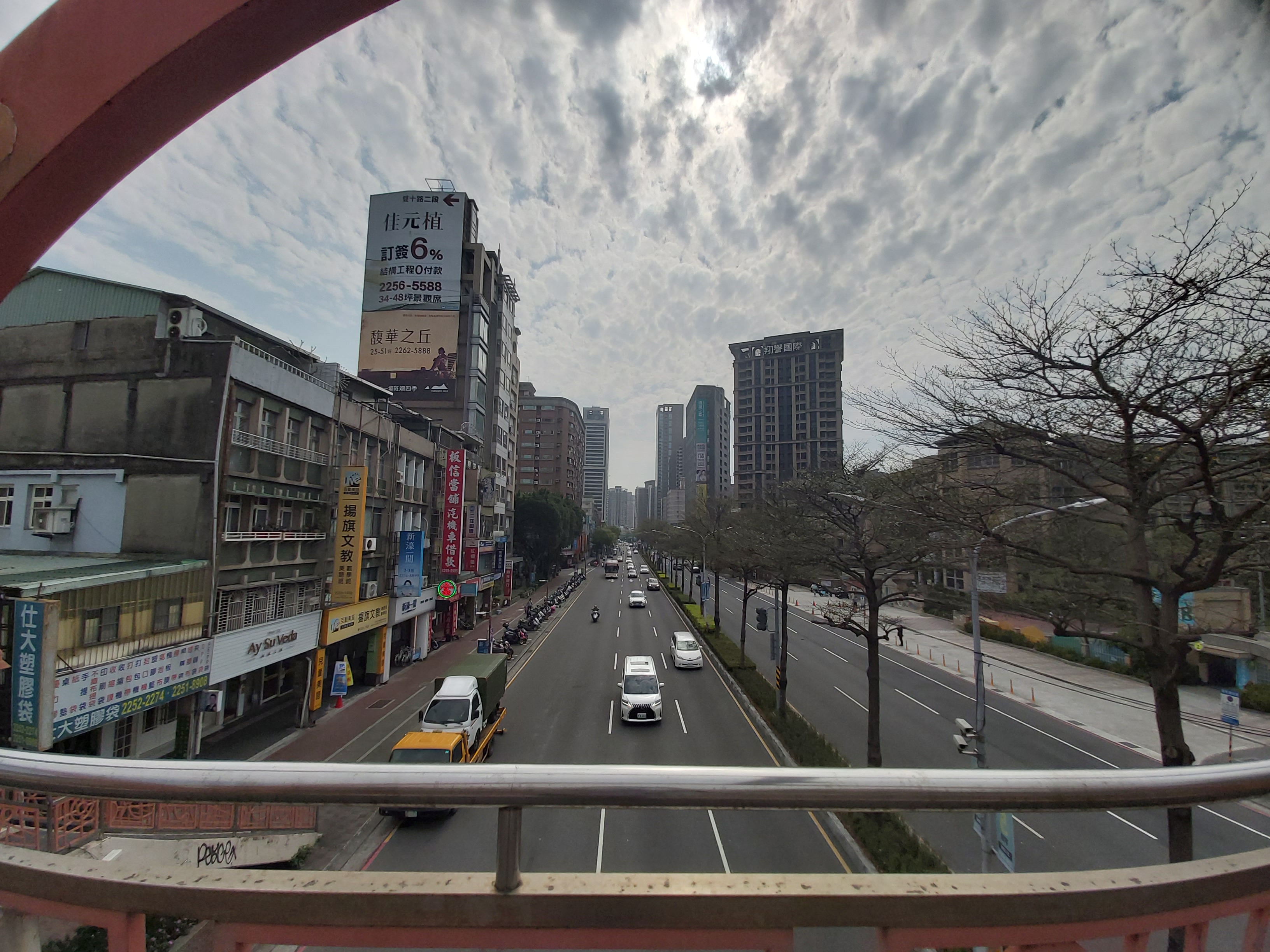
江翠國小前的文化路二段街景
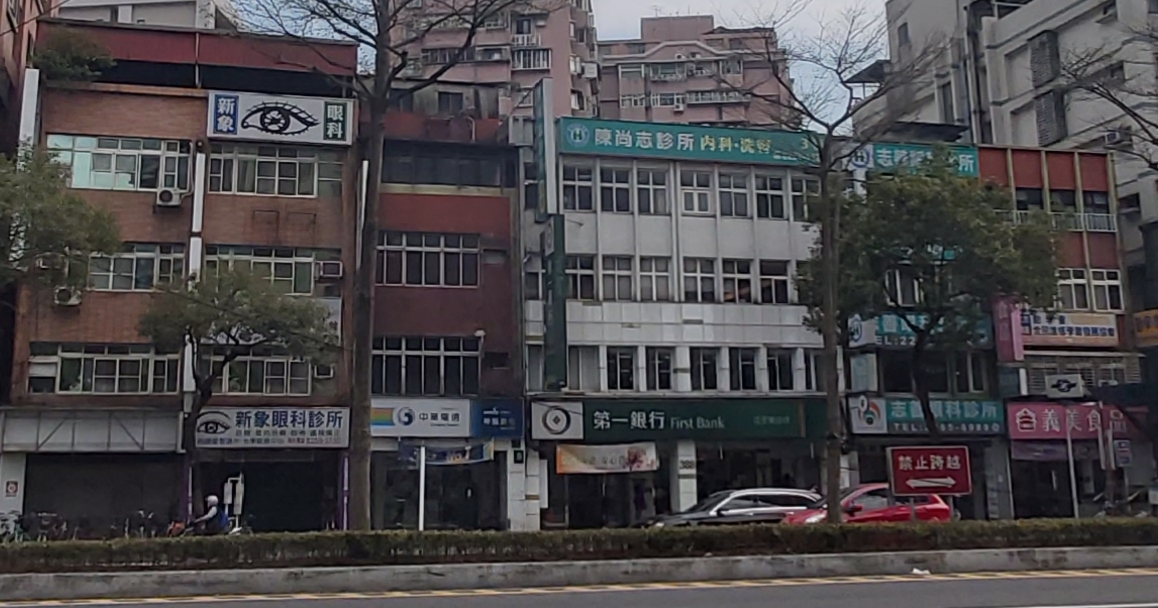
銀行、診所林立的江子翠捷運站5號出口